# Tony Gunawan

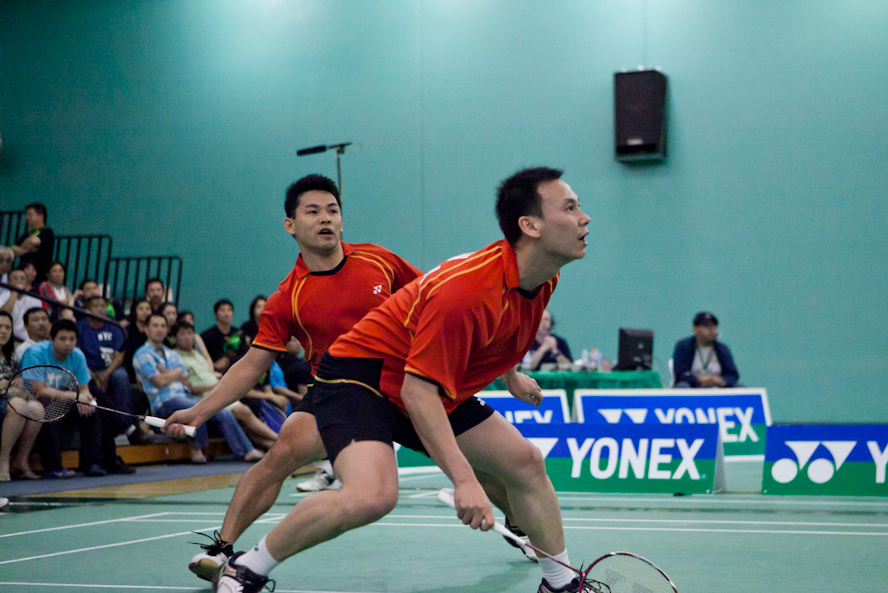
Tony Gunawan (vorn) bei den US Open 2011 (Foto: Sunny Wan)

Tony Gunawan (* 9. April 1975 in Surabaya, Indonesien) ist ein indonesischer Badmintonspieler, der seit 2002 für den US-Badmintonverband startet.

## Werdegang
Gunawan gewann 1997 seine ersten Turniere. 2000 wurde er mit Candra Wijaya Olympiasieger im Doppelbewerb für Indonesien, sowie 2001 mit Halim Haryanto für Indonesien und 2005 mit Howard Bach für die USA Weltmeister im Doppel. Insgesamt gewann der Doppelspezialist mit wechselnden Mitspielern 35 Doppel- und fünf Mixed-Titel. Um die Jahrtausendwende war er mit verschiedenen Partnern Weltranglistenerster im Doppel. Er gilt als einer der besten Badminton-Doppelspieler seiner Generation.
2002 ging Gunawan in die Vereinigten Staaten, um als Trainer zu arbeiten und ein IT-Studium aufzunehmen, er nahm eine Anstellung als Trainer bei Orange County Badminton Club an und spielte nicht mehr so viele Turniere.
Gunawan schloss sich dem US-Verband an und fand mit dem in Vietnam geborenen Howard Bach einen Doppelpartner, mit dem er sich auf die Weltmeisterschaften 2005 in seiner neuen Heimat Los Angeles vorbereitete und erstmals in der Geschichte des US-Badmintons einen Weltmeisterschaftstitel für das Land erringen konnte, für diese Leistung wurde das Doppel als US-Team des Jahres 2005 vom amerikanischen NOK ausgezeichnet.
Für die Olympischen Spiele 2008 war er jedoch nicht für die US-Mannschaft startberechtigt, da er nicht rechtzeitig eingebürgert werden konnte.

## Auszeichnungen
- USOC Athlete of the Year (USA; gemeinsam mit Howard Bach): 2005

## Sportliche Erfolge
| Saison | Veranstaltung              | Disziplin    | Platz | Name                                |
| ------ | -------------------------- | ------------ | ----- | ----------------------------------- |
| 1995   | China Open                 | Herrendoppel | 3     | Rudy Wijaya / Tony Gunawan          |
| 1996   | Japan Open                 | Herrendoppel | 3     | Tony Gunawan / Rudy Wijaya          |
| 1997   | Copenhagen Masters         | Herrendoppel | 1     | Candra Wijaya / Tony Gunawan        |
| 1997   | French Open                | Herrendoppel | 1     | Tony Gunawan / Victo Wibowo         |
| 1997   | Polish International       | Herrendoppel | 1     | Tony Gunawan / Victo Wibowo         |
| 1998   | Brunei Open                | Herrendoppel | 1     | Tony Gunawan / Halim Haryanto       |
| 1998   | All England                | Herrendoppel | 2     | Candra Wijaya / Tony Gunawan        |
| 1998   | Hong Kong Open             | Herrendoppel | 1     | Candra Wijaya / Tony Gunawan        |
| 1998   | Asienmeisterschaft         | Herrendoppel | 3     | Tony Gunawan / Halim Heryanto       |
| 1998   | Malaysia Open              | Herrendoppel | 1     | Tony Gunawan / Halim Haryanto       |
| 1998   | Swedish Open               | Herrendoppel | 1     | Candra Wijaya / Tony Gunawan        |
| 1998   | Indonesia Open             | Herrendoppel | 3     | Candra Wijaya / Tony Gunawan        |
| 1999   | Indonesia Open             | Herrendoppel | 2     | Candra Wijaya / Tony Gunawan        |
| 1999   | Japan Open                 | Herrendoppel | 3     | Tony Gunawan / Candra Wijaya        |
| 1999   | All England                | Herrendoppel | 1     | Tony Gunawan / Candra Wijaya        |
| 1999   | Malaysia Open              | Herrendoppel | 1     | Tony Gunawan / Candra Wijaya        |
| 1999   | Taiwan Open                | Herrendoppel | 3     | Candra Wijaya / Tony Gunawan        |
| 1999   | Weltmeisterschaft          | Herrendoppel | 5     | Tony Gunawan / Candra Wijaya        |
| 2000   | Japan Open                 | Herrendoppel | 1     | Candra Wijaya / Tony Gunawan        |
| 2000   | Olympia                    | Herrendoppel | 1     | Candra Wijaya / Tony Gunawan        |
| 2000   | All England                | Herrendoppel | 3     | Candra Wijaya / Tony Gunawan        |
| 2000   | Chinese Taipei Open        | Herrendoppel | 1     | Candra Wijaya / Tony Gunawan        |
| 2000   | Asienmeisterschaft         | Herrendoppel | 1     | Rexy Mainaky / Tony Gunawan         |
| 2001   | Indonesia Open             | Herrendoppel | 2     | Tony Gunawan / Halim Haryanto       |
| 2001   | Singapur Open              | Herrendoppel | 1     | Tony Gunawan / Halim Haryanto       |
| 2001   | Weltmeisterschaft          | Herrendoppel | 1     | Tony Gunawan / Halim Haryanto       |
| 2001   | Japan Open                 | Herrendoppel | 3     | Tony Gunawan / Halim Heryanto       |
| 2001   | All England                | Herrendoppel | 1     | Tony Gunawan / Halim Haryanto       |
| 2001   | Südostasienspiele          | Herrendoppel | 2     | Tony Gunawan / Bambang Suprianto    |
| 2001   | Asienmeisterschaft         | Herrendoppel | 2     | Candra Wijaya / Tony Gunawan        |
| 2001   | Asienmeisterschaft         | Mixed        | 3     | Tony Gunawan / Vita Marissa         |
| 2002   | Boston Open                | Herrendoppel | 1     | Tony Gunawan / Khankham Malaythong  |
| 2002   | US Open                    | Herrendoppel | 1     | Tony Gunawan / Khankham Malaythong  |
| 2002   | Puerto Rico International  | Mixed        | 1     | Tony Gunawan / Mesinee Mangkalakiri |
| 2002   | Puerto Rico International  | Herrendoppel | 1     | Tony Gunawan / Khankham Malaythong  |
| 2002   | US Open                    | Mixed        | 1     | Tony Gunawan / Eti Tantra           |
| 2003   | US Open                    | Mixed        | 1     | Tony Gunawan / Eti Gunawan          |
| 2003   | USA: Einzelmeisterschaften | Herrendoppel | 1     | Tony Gunawan / Khan Malaythong      |
| 2003   | Boston Open                | Mixed        | 1     | Tony Gunawan / Eti Tantra           |
| 2003   | US Open                    | Herrendoppel | 1     | Tony Gunawan / Khankham Malaythong  |
| 2004   | Dutch Open                 | Herrendoppel | 1     | Tony Gunawan / Howard Bach          |
| 2004   | US Open                    | Herrendoppel | 1     | Howard Bach / Tony Gunawan          |
| 2005   | Weltmeisterschaft          | Herrendoppel | 1     | Tony Gunawan / Howard Bach          |
| 2005   | Bitburger Open             | Herrendoppel | 1     | Tony Gunawan / Halim Haryanto       |
| 2005   | Chinese Taipei Open        | Herrendoppel | 1     | Tony Gunawan / Halim Haryanto       |
| 2005   | US Open                    | Herrendoppel | 1     | Howard Bach / Tony Gunawan          |
| 2005   | Chinese Taipei Open        | Mixed        | 1     | Tony Gunawan / Cheng Wen-hsing      |
| 2005   | Copenhagen Masters         | Herrendoppel | 1     | Tony Gunawan / Howard Bach          |
| 2006   | Indonesia Open             | Herrendoppel | 1     | Candra Wijaya / Tony Gunawan        |
| 2006   | Korea Open                 | Herrendoppel | 1     | Tony Gunawan / Candra Wijaya        |
| 2006   | Japan Open                 | Herrendoppel | 1     | Candra Wijaya / Tony Gunawan        |
| 2006   | US Open                    | Herrendoppel | 1     | Halim Haryanto / Tony Gunawan       |
| 2007   | Swiss Open                 | Herrendoppel | 3     | Candra Wijaya / Tony Gunawan        |
| 2007   | Japan Open                 | Herrendoppel | 1     | Candra Wijaya / Tony Gunawan        |
| 2009   | US Open                    | Herrendoppel | 1     | Howard Bach / Tony Gunawan          |
| 2011   | Panamerikanische Spiele    | Herrendoppel | 1     | Howard Bach / Tony Gunawan          |